# Fairmont (Minnesota)
Pour les articles homonymes, voir Fairmont.
La ville de Fairmont est le siège du comté de Martin, dans l’État du Minnesota, aux États-Unis. Sa population s’élevait à 10 666 habitants lors du recensement de 2010.

## Personnalités liées à la ville
- Jay Maynard, programmeur et administrateur sur Internet
- Paul Willson, acteur

## Source
- (en) Cet article est partiellement ou en totalité issu de l’article de Wikipédia en anglais intitulé « Fairmont, Minnesota » (voir la liste des auteurs).